# كوشيرو ماتسوؤرا
كوشيرو ماتسوؤرا من اليابان ،يرأس منذ عام 1999 منظمة التربية والعلوم والثقافة التابعة للأمم المتحدة (يونسكو) التي تتخذ من العاصمة الفرنسية باريس مقرًا لها.

## وصلات خارجية
- كوشيرو ماتسوؤرا على موقع مونزينجر (الألمانية)

- الموقع الرسمي لليونسكو بالعربية